# Evarcha mirabilis
Evarcha mirabilis là một loài nhện trong họ Salticidae.
Loài này thuộc chi Evarcha. Evarcha mirabilis được Wanda Wesołowska & Haddad miêu tả năm 2009.